# Onthophagus minans
Onthophagus minans là một loài bọ cánh cứng trong họ Bọ hung (Scarabaeidae).